# Chōshi, Chiba
Chōshi (銚子市 (Điều Tử thị) Chōshi-shi) là thành phố thuộc tỉnh Chiba, Nhật Bản. Tính đến ngày 1 tháng 10 năm 2020, dân số ước tính thành phố là 58.431 người và mật độ dân số là 690 người/km2. Tổng diện tích thành phố là 84,20 km2.

## Địa lý

### Đô thị lân cận
- Chiba
  - Asahi
  - Tōnoshō
- Ibaraki
  - Kamisu

### Khí hậu
| Dữ liệu khí hậu của Chōshi, Chiba        | Dữ liệu khí hậu của Chōshi, Chiba | Dữ liệu khí hậu của Chōshi, Chiba | Dữ liệu khí hậu của Chōshi, Chiba | Dữ liệu khí hậu của Chōshi, Chiba | Dữ liệu khí hậu của Chōshi, Chiba | Dữ liệu khí hậu của Chōshi, Chiba | Dữ liệu khí hậu của Chōshi, Chiba | Dữ liệu khí hậu của Chōshi, Chiba | Dữ liệu khí hậu của Chōshi, Chiba | Dữ liệu khí hậu của Chōshi, Chiba | Dữ liệu khí hậu của Chōshi, Chiba | Dữ liệu khí hậu của Chōshi, Chiba | Dữ liệu khí hậu của Chōshi, Chiba |
| Tháng                                    | 1                                 | 2                                 | 3                                 | 4                                 | 5                                 | 6                                 | 7                                 | 8                                 | 9                                 | 10                                | 11                                | 12                                | Năm                               |
| ---------------------------------------- | --------------------------------- | --------------------------------- | --------------------------------- | --------------------------------- | --------------------------------- | --------------------------------- | --------------------------------- | --------------------------------- | --------------------------------- | --------------------------------- | --------------------------------- | --------------------------------- | --------------------------------- |
| Cao kỉ lục °C (°F)                       | 23.6 (74.5)                       | 24.0 (75.2)                       | 23.3 (73.9)                       | 25.9 (78.6)                       | 29.5 (85.1)                       | 30.9 (87.6)                       | 34.8 (94.6)                       | 35.3 (95.5)                       | 33.7 (92.7)                       | 30.6 (87.1)                       | 24.8 (76.6)                       | 23.4 (74.1)                       | 35.3 (95.5)                       |
| Trung bình ngày tối đa °C (°F)           | 10.1 (50.2)                       | 10.3 (50.5)                       | 12.8 (55.0)                       | 17.0 (62.6)                       | 20.5 (68.9)                       | 23.0 (73.4)                       | 26.6 (79.9)                       | 28.6 (83.5)                       | 25.9 (78.6)                       | 21.5 (70.7)                       | 17.3 (63.1)                       | 12.7 (54.9)                       | 18.9 (65.9)                       |
| Trung bình ngày °C (°F)                  | 6.6 (43.9)                        | 6.9 (44.4)                        | 9.7 (49.5)                        | 13.8 (56.8)                       | 17.4 (63.3)                       | 20.2 (68.4)                       | 23.5 (74.3)                       | 25.5 (77.9)                       | 23.4 (74.1)                       | 19.2 (66.6)                       | 14.4 (57.9)                       | 9.3 (48.7)                        | 15.8 (60.5)                       |
| Tối thiểu trung bình ngày °C (°F)        | 2.9 (37.2)                        | 3.3 (37.9)                        | 6.4 (43.5)                        | 10.7 (51.3)                       | 14.8 (58.6)                       | 17.9 (64.2)                       | 21.2 (70.2)                       | 23.3 (73.9)                       | 21.3 (70.3)                       | 16.8 (62.2)                       | 11.1 (52.0)                       | 5.7 (42.3)                        | 12.9 (55.3)                       |
| Thấp kỉ lục °C (°F)                      | −6.2 (20.8)                       | −7.3 (18.9)                       | −4.3 (24.3)                       | −0.2 (31.6)                       | 4.3 (39.7)                        | 10.2 (50.4)                       | 13.0 (55.4)                       | 15.9 (60.6)                       | 11.2 (52.2)                       | 4.5 (40.1)                        | −1.3 (29.7)                       | −4.6 (23.7)                       | −7.3 (18.9)                       |
| Lượng Giáng thủy trung bình mm (inches)  | 105.5 (4.15)                      | 90.5 (3.56)                       | 149.1 (5.87)                      | 127.3 (5.01)                      | 135.8 (5.35)                      | 166.2 (6.54)                      | 128.3 (5.05)                      | 94.9 (3.74)                       | 216.3 (8.52)                      | 272.5 (10.73)                     | 133.2 (5.24)                      | 92.9 (3.66)                       | 1.712,4 (67.42)                   |
| Lượng tuyết rơi trung bình cm (inches)   | trace                             | trace                             | 0 (0)                             | 0 (0)                             | 0 (0)                             | 0 (0)                             | 0 (0)                             | 0 (0)                             | 0 (0)                             | 0 (0)                             | 0 (0)                             | 0 (0)                             | trace                             |
| Số ngày giáng thủy trung bình (≥ 1.0 mm) | 7.1                               | 7.6                               | 11.7                              | 10.9                              | 10.0                              | 10.9                              | 8.9                               | 6.3                               | 10.5                              | 12.0                              | 9.5                               | 7.3                               | 112.7                             |
| Số ngày tuyết rơi trung bình (≥ 1 cm)    | 0.1                               | 0.1                               | 0                                 | 0                                 | 0                                 | 0                                 | 0                                 | 0                                 | 0                                 | 0                                 | 0                                 | 0                                 | 0.2                               |
| Độ ẩm tương đối trung bình (%)           | 62                                | 64                                | 68                                | 74                                | 82                                | 88                                | 90                                | 87                                | 84                                | 77                                | 72                                | 66                                | 76                                |
| Số giờ nắng trung bình tháng             | 179.8                             | 159.0                             | 168.9                             | 183.0                             | 188.9                             | 142.3                             | 174.0                             | 221.3                             | 159.0                             | 137.9                             | 140.1                             | 163.7                             | 2.017,8                           |
| Nguồn: Cục Khí tượng Nhật Bản            |                                   |                                   |                                   |                                   |                                   |                                   |                                   |                                   |                                   |                                   |                                   |                                   |                                   |